# The Japan Times
The Japan Times est l'un des rares quotidiens indépendants en anglais du Japon.
Ses principaux concurrents sont de fait les versions anglaises de grands quotidiens en japonais.
Il possède également une station de radio, InterFM, ainsi qu'une agence de voyages. Toshiaki Ogasawara est directeur du Japan Times depuis 1983. Sir Hugh Cortazzi (en) contribue régulièrement à sa rédaction.

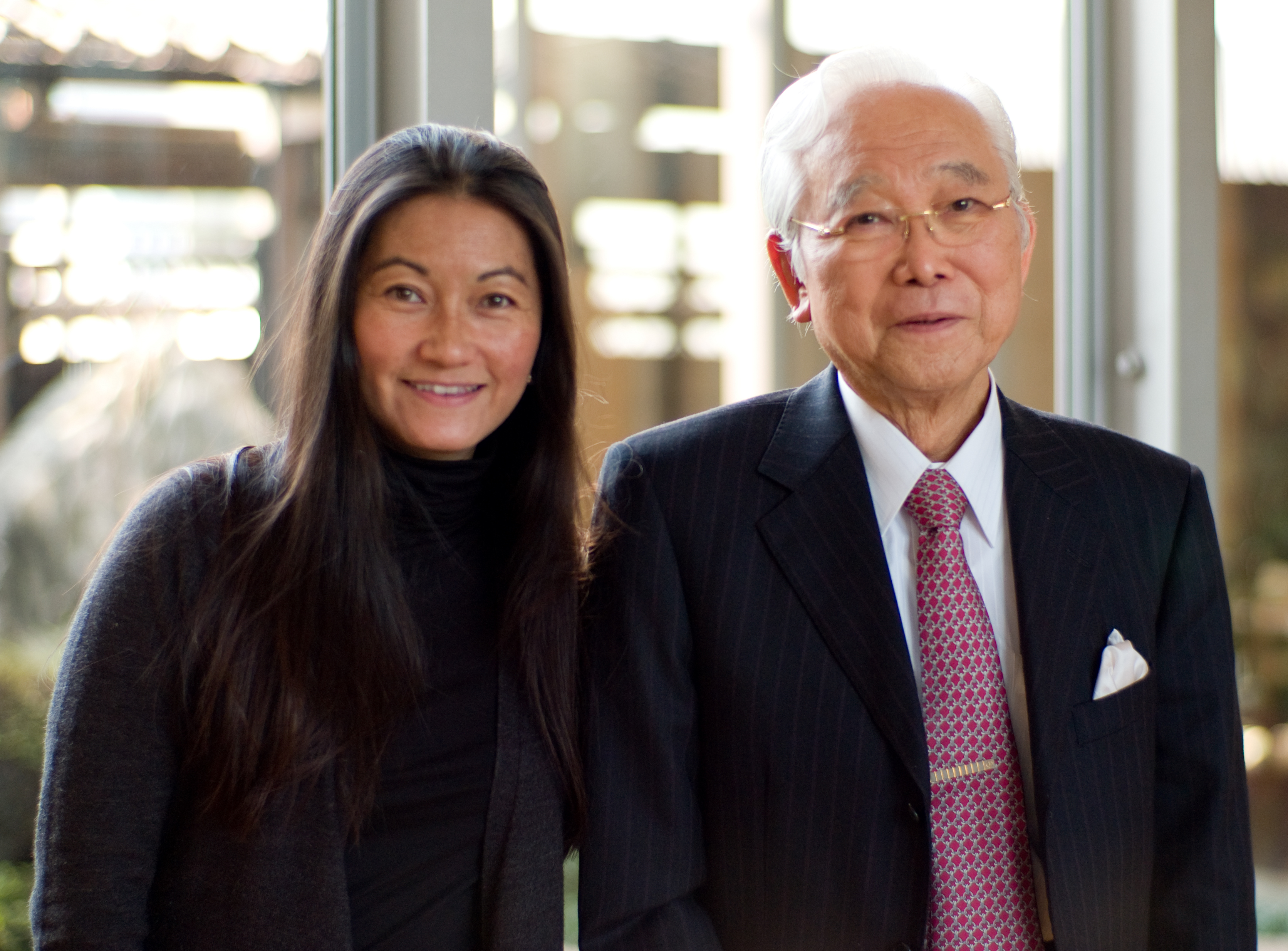
Yukiko Ogasawara, vice-présidente de The Japan Times, avec son père, Toshiaki Ogasawara, l'éditeur et le président du journal et de sa société mère, Nifco, en novembre 2007.

## Histoire

### Création
Le journal a été fondé le 22 mars 1897.
Avec son statut semi-officiel, il joue un rôle important de propagande et de diffusion à l’étranger des idées politiques japonaises en particulier en ce qui concerne l'expansion en Corée.
Le journal est dirigé par Toshiaki Ogasawara jusqu'en 2016, lorsque sa fille, Yukiko Ogasawara, lui succède. Le Japan Times est décrit par le journaliste français Jean-Claude Courdy comme « un journal respectable pour honorables étrangers ».
En 2017, le journal est vendu à News2u Holdings, Inc..

## Controverse
En 2019, une polémique éclate à propos du traitement médiatiques des femmes de réconfort. Dans le passé, le Japan Times décrivait les travailleurs coréens comme des « travailleurs forcés » et les femmes de réconfort comme celles qui étaient « forcées de fournir des services sexuels aux troupes japonaises avant et pendant la Seconde Guerre mondiale ». Mais une note publiée le 30 novembre 2019 indique que le journal se référerait aux travailleurs coréens simplement comme des « travailleurs en temps de guerre ». Le journal a également déclaré qu’en raison des expériences variées des femmes de réconfort, il les décrirait comme « des femmes qui ont travaillé dans des bordels en temps de guerre, y compris celles qui l’ont fait contre leur volonté ». Cette polémique éclate dans un contexte de tensions latentes. La Cour suprême de Corée du Sud a statué en octobre que les entreprises japonaises devaient indemniser les Sud-Coréens forcés de travailler pendant la guerre,.

## Contributeurs réguliers
- Debito Arudou (en), (Just Be Cause) Chroniqueur de presse[7]
- Philip Brasor, (Media Mix) Chroniqueur de presse de média, musique[8]
- Amy Chavez, (Japan Lite) Chroniqueur de presse[9]
- Hugh Cortazzi (en), commentateur
- David Cozy, critique littéraire
- Roger Dahl, dessinateur humoristique Opinion Page et Zero Gravity
- Thomas Dillon
- Brad Glosserman, commentateur
- Alice Gordenker, (So, What the Heck is That?) Chroniqueur de presse
- Giovanni Fazio, critique de film
- Wayne Graczyk, baseball
- Michael Hoffmann, (Big in Japan) Chroniqueur de presse de média
- Noriko Hama, Chroniqueur de presse du monde des affaires
- Makiko Itoh (Japanese Kitchen), Auteur culinaire (en)
- Misha Janette, (Stylewise) Chroniqueur de presse de mode
- Judit Kawaguchi (Words to Live By)
- Matthew Larking, critique d'art
- C.B. Liddell, critique d'art
- David McNeill, feature writer
- Jon Mitchell, Okinawa, pollution militaire, questions sociales
- Kit Pancoast Nagamura, (Walking the Wards and The Backstreet Stories) Chroniqueur de presse
- Hifumi Okunuki, universitaire en Droit du travail
- Mark Schilling (en), critique de film
- Mark Schreiber, Chroniqueur de presse de média, critique littéraire
- Kaori Shoji, critique de film
- Steve McClure, critique de musique
- Jean Snow, (On Design) Chroniqueur de presse de design
- Robbie Swinnerton, (Tokyo Food File), Auteur culinaire (en)
- Peter Vecsey (en), Chroniqueur de presse pour le sport
- Jeff Kingston (en)[10]

## Anciens contributeurs
- Monty DiPietro, critique d'art
- John Gauntner, Chroniqueur de presse Nihonshu
- Don Maloney (en)
- Dreux Richard, communauté d'Afrique, investigation
- Donald Richie, critique littéraire et de film
- Edward Seidensticker
- Robert Yellin (en) Chroniqueur de presse sur l'activité dans la céramique
- Jean Pearce, Chroniqueur de presse de communauté
- Fred Varcoe, sport
- Elyse Rogers et Fume Miyatake, des chroniqueurs de presse qui écrivent sur les Femmes dans le monde des affaires (en)
- Gregory Clark (en), commentateur[11]